# Coupe d'Angleterre de football 2002-2003
Navigation
Coupe d'Angleterre 2001-2002 Coupe d'Angleterre 2003-2004
La Coupe d'Angleterre de football 2002-2003 est la 122e édition de la Coupe d'Angleterre de football. Arsenal remporte sa neuvième Coupe d'Angleterre de football au détriment de Southampton sur le score de 1-0 au cours d'une finale jouée dans l'enceinte du stade du Millennium Stadium de Cardiff. Cette victoire permet au club londonien de conserver le titre acquis lors de l'édition précédente.

## Quatrième tour
|                                           | Équipe 1                | Score | Équipe 2             | Date            | Spectateurs | Rapport |
| ----------------------------------------- | ----------------------- | ----- | -------------------- | --------------- | ----------- | ------- |
| 1                                         | Rochdale                | 2 – 0 | Coventry City        | 25 janvier 2003 | 9,156       |         |
| 2                                         | Southampton             | 1 – 1 | Millwall             | 25 janvier 2003 | 23,809      |         |
| Rejoué                                    | Millwall                | 1 – 2 | Southampton          | 5 février 2003  | 10,197      |         |
| 3                                         | Watford                 | 1 – 0 | West Bromwich Albion | 25 janvier 2003 | 16,975      |         |
| 4                                         | Walsall                 | 2 – 0 | Milton Keynes Dons   | 25 janvier 2003 | 6,693       |         |
| 5                                         | Gillingham              | 1 – 1 | Leeds United         | 25 janvier 2003 | 11,093      |         |
| Rejoué                                    | Leeds United            | 2 – 1 | Gillingham           | 4 février 2003  | 29,359      |         |
| 6                                         | Blackburn Rovers        | 3 – 3 | Sunderland           | 25 janvier 2003 | 14,315      |         |
| Rejoué                                    | Sunderland              | 2 – 2 | Blackburn Rovers     | 5 février 2003  | 15,745      |         |
| Sunderland s'impose 3 – 0 aux tirs au but |                         |       |                      |                 |             |         |
| 7                                         | Wolverhampton Wanderers | 4 – 1 | Leicester City       | 25 janvier 2003 | 28,164      |         |
| 8                                         | Shrewsbury Town         | 0 – 4 | Chelsea              | 26 janvier 2003 | 7,950       |         |
| 9                                         | Sheffield United        | 4 – 3 | Ipswich Town         | 25 janvier 2003 | 12,757      |         |
| 10                                        | Fulham                  | 3 – 0 | Charlton Athletic    | 26 janvier 2003 | 12,203      |         |
| 11                                        | Brentford               | 0 – 3 | Burnley              | 25 janvier 2003 | 9,563       |         |
| 12                                        | Manchester United       | 6 – 0 | West Ham United      | 26 janvier 2003 | 67,181      |         |
| 13                                        | Norwich City            | 1 – 0 | Dagenham & Redbridge | 25 janvier 2003 | 21,164      |         |
| 14                                        | Crystal Palace          | 0 – 0 | Liverpool            | 26 janvier 2003 | 26,054      |         |
| Rejoué                                    | Liverpool               | 0 – 2 | Crystal Palace       | 5 février 2003  | 35,109      |         |
| 15                                        | Farnborough Town        | 1 – 5 | Arsenal              | 25 janvier 2003 | 35,108      |         |
| 16                                        | Stoke City              | 3 – 0 | Bournemouth          | 26 janvier 2003 | 12,004      |         |

## Cinquième tour
|        | Équipe 1                | Score | Équipe 2     | Date            | Spectateurs | Rapport |
| ------ | ----------------------- | ----- | ------------ | --------------- | ----------- | ------- |
| 1      | Southampton             | 2 – 0 | Norwich City | 15 février 2003 | 31,103      |         |
| 2      | Wolverhampton Wanderers | 3 – 1 | Rochdale     | 16 février 2003 | 23,921      |         |
| 3      | Sunderland              | 0 – 1 | Watford      | 15 février 2003 | 26,916      |         |
| 4      | Sheffield United        | 2 – 0 | Walsall      | 15 février 2003 | 17,510      |         |
| 5      | Fulham                  | 1 – 1 | Burnley      | 16 février 2003 | 13,062      |         |
| Rejoué | Burnley                 | 3 – 0 | Fulham       | 26 février 2003 | 11,635      |         |
| 6      | Manchester United       | 0 – 2 | Arsenal      | 15 février 2003 | 67,209      |         |
| 7      | Crystal Palace          | 1 – 2 | Leeds United | 16 février 2003 | 24,512      |         |
| 8      | Stoke City              | 0 – 2 | Chelsea      | 16 février 2003 | 26,615      |         |

## Quarts de finale
| 8 mars 2003 | Arsenal                 | 2 – 2 | Chelsea                | Highbury, Londres                                     |                                                       |
| 17:15       | Jeffers 36e · Henry 45e |       | Terry 3e · Lampard 83e | Spectateurs : 38 104 Arbitrage : Paul Durkin (Dorset) | Spectateurs : 38 104 Arbitrage : Paul Durkin (Dorset) |
| 17:15       | (Rapport)               |       |                        | Spectateurs : 38 104 Arbitrage : Paul Durkin (Dorset) | Spectateurs : 38 104 Arbitrage : Paul Durkin (Dorset) |

| 9 mars 2003 | Sheffield United | 1 – 0 | Leeds United | Bramall Lane, Sheffield                               |                                                       |
| 11:30       | Kabba 78e        |       |              | Spectateurs : 24 633 Arbitrage : Steve Bennett (Kent) | Spectateurs : 24 633 Arbitrage : Steve Bennett (Kent) |
| 11:30       | (Rapport)        |       |              | Spectateurs : 24 633 Arbitrage : Steve Bennett (Kent) | Spectateurs : 24 633 Arbitrage : Steve Bennett (Kent) |

| 9 mars 2003 | Watford               | 2 – 0 | Burnley | Vicarage Road, Watford                                      |                                                             |
| 13:30       | Smith 74e · Glass 80e |       |         | Spectateurs : 20 336 Arbitrage : Alan Wiley (Staffordshire) | Spectateurs : 20 336 Arbitrage : Alan Wiley (Staffordshire) |
| 13:30       | (Rapport)             |       |         | Spectateurs : 20 336 Arbitrage : Alan Wiley (Staffordshire) | Spectateurs : 20 336 Arbitrage : Alan Wiley (Staffordshire) |

| 9 mars 2003 | Southampton                    | 2 – 0 | Wolverhampton Wanderers | St Mary's, Southampton                               |                                                      |
| 16:00       | Marsden 56e · Butler 81e (csc) |       |                         | Spectateurs : 31 715 Arbitrage : Andy D'Urso (Essex) | Spectateurs : 31 715 Arbitrage : Andy D'Urso (Essex) |
| 16:00       | (Rapport)                      |       |                         | Spectateurs : 31 715 Arbitrage : Andy D'Urso (Essex) | Spectateurs : 31 715 Arbitrage : Andy D'Urso (Essex) |

### Match à rejouer
| 25 mars 2003 | Chelsea   | 1 – 3 | Arsenal                                    | Stamford Bridge, Londres                                   |                                                            |
| 19:45        | Terry 79e |       | Terry 25e (csc) · Wiltord 34e · Lauren 82e | Spectateurs : 41 456 Arbitrage : David Elleray (Middlesex) | Spectateurs : 41 456 Arbitrage : David Elleray (Middlesex) |
| 19:45        | (Rapport) |       |                                            | Spectateurs : 41 456 Arbitrage : David Elleray (Middlesex) | Spectateurs : 41 456 Arbitrage : David Elleray (Middlesex) |

## Demi-finales
| 3 avril 2003 | Arsenal       | 1 – 0 | Sheffield United | Old Trafford, Manchester                                     |                                                              |
| 13:30        | Ljungberg 34e |       |                  | Spectateurs : 59 170 Arbitrage : Graham Poll (Hertfordshire) | Spectateurs : 59 170 Arbitrage : Graham Poll (Hertfordshire) |
| 13:30        | (Rapport)     |       |                  | Spectateurs : 59 170 Arbitrage : Graham Poll (Hertfordshire) | Spectateurs : 59 170 Arbitrage : Graham Poll (Hertfordshire) |

| 3 avril 2003 | Watford   | 1 – 2 | Southampton                      | Villa Park, Birmingham                                       |                                                              |
| 16:30        | Gayle 88e |       | Ormerod 43e · Robinson 80e (csc) | Spectateurs : 42 602 Arbitrage : Mike Riley (West Yorkshire) | Spectateurs : 42 602 Arbitrage : Mike Riley (West Yorkshire) |
| 16:30        | (Rapport) |       |                                  | Spectateurs : 42 602 Arbitrage : Mike Riley (West Yorkshire) | Spectateurs : 42 602 Arbitrage : Mike Riley (West Yorkshire) |

## Finale
| Titulaires : |  |
| |  |
| 1 David Seaman (c) · 12 Lauren · 5 Martin Keown · 22 Oleg Luzhny · 3 Ashley Cole · 7 Robert Pirès · 15 Ray Parlour · 19 Gilberto Silva · 8 Fredrik Ljungberg · 14 Thierry Henry · 10 Dennis Bergkamp 77e · |  |
| Remplaçants : |  |
| 13 Stuart Taylor · 28 Kolo Touré · 16 Giovanni van Bronckhorst · 11 Sylvain Wiltord 77e · 25 Nwankwo Kanu ·                                                                                                |  |
| Entraîneur : |  |
| Arsène Wenger |  |

| Titulaires : |  |
| |  |
| 14 Antti Niemi 66e · 32 Chris Baird 86e · 5 Claus Lundekvam · 11 Michael Svensson · 3 Wayne Bridge · 33 Paul Telfer · 8 Matthew Oakley · 12 Anders Svensson 75e · 4 Chris Marsden (c) · 36 Brett Ormerod · 9 James Beattie · |  |
| Remplaçants : |  |
| 1 Paul Jones 66e · 6 Paul Williams · 19 Danny Higginbotham · 29 Fabrice Fernandes 86e · 21 Jo Tessem 75e · |  |
| Entraîneur : |  |
| Gordon Strachan |  |

| Titulaires : |  |
| |  |
| 1 David Seaman (c) · 12 Lauren · 5 Martin Keown · 22 Oleg Luzhny · 3 Ashley Cole · 7 Robert Pirès · 15 Ray Parlour · 19 Gilberto Silva · 8 Fredrik Ljungberg · 14 Thierry Henry · 10 Dennis Bergkamp 77e · |  |
| Remplaçants : |  |
| 13 Stuart Taylor · 28 Kolo Touré · 16 Giovanni van Bronckhorst · 11 Sylvain Wiltord 77e · 25 Nwankwo Kanu ·                                                                                                |  |
| Entraîneur : |  |
| Arsène Wenger |  |

| Titulaires : |  |
| |  |
| 14 Antti Niemi 66e · 32 Chris Baird 86e · 5 Claus Lundekvam · 11 Michael Svensson · 3 Wayne Bridge · 33 Paul Telfer · 8 Matthew Oakley · 12 Anders Svensson 75e · 4 Chris Marsden (c) · 36 Brett Ormerod · 9 James Beattie · |  |
| Remplaçants : |  |
| 1 Paul Jones 66e · 6 Paul Williams · 19 Danny Higginbotham · 29 Fabrice Fernandes 86e · 21 Jo Tessem 75e · |  |
| Entraîneur : |  |
| Gordon Strachan |  |

| Arsenal | Southampton |